# Rocca San Giovanni
Rocca San Giovanni är en ort och kommun i provinsen Chieti i regionen Abruzzo i Italien. Kommunen hade 2 318 invånare (2018).